# دنیاگیری کووید-۱۹ در لائوس
دنیاگیری کووید-۱۹ در لائوس بخشی از دنیاگیری بیماری کروناویروس ۲۰۱۹ در جهان است. اولین مورد تأیید شده در لائوس در ۲۴ مارس ۲۰۲۰ در شهر وینتیان اعلام شد.